# Georg Hutzler
Georg Hutzler (* 5. Juli 1909 in Geiselwind; † in Scheinfeld) war ein deutscher Postangestellter, der vor allem durch seine Gedichte im Dialekt des Steigerwaldes Bekanntheit erlangte.

## Leben
Georg Hutzler wurde am 5. Juli 1909 in Geiselwind geboren, das damals Teil des Bezirksamtes Scheinfeld im bayerischen Regierungsbezirk Mittelfranken war. Zwischen 1915 und 1925 besuchte Hutzler die Volksschule, anschließend die Sonntags- und Feiertagsschule. Er arbeitete zunächst als Taglöhner, später als Zimmerer. Im Jahr 1927 absolvierte eine Ausbildung zum Postangestellten und arbeitete später am Amtsgericht in Scheinfeld. Bereits 1939 wurde Hutzler zur Wehrmacht eingezogen. Er kehrte im Jahr 1945 aus Kriegsgefangenschaft zurück. Im Jahr 1949 bestand er die Prüfung für den Mittleren Dienst. Er trat im Jahr 1971 in den Ruhestand und lebte in der Folgezeit in Scheinfeld.
Seit den 1960er Jahren erschienen Gedichtbände von Hutzler, die insbesondere den Alltag im Steigerwald thematisieren. Er spezialisierte sich darüber hinaus als Geschichtsschreiber auf die Kartäuser insbesondere des Klosters Ilmbach bei Geiselwind.  Daneben tat sich Hutzler auch als Liedtexter hervor, wobei seine Werke christliche und volkstümliche Themen kombinieren. Für die von Wendelin Keck vertonte Steigerwald-Messe erhielt Hutzler den Kulturpreis des Steigerwaldklubs. Georg Hutzler starb nach 1985 in Scheinfeld.

## Werke (Auswahl)
Bücher
- Du mei scheener Steigerwald. Gedichte und Geschichten in Steigerwälder Mundart, mit dem Anhang: Das Ilmbacher Tor in Gräfenneuses. Goldammer-Verlag, Scheinfeld 1964. 2 Auflagen.
- mit Eugen Häusler: Sagen um den Murrmann in Geiselwind. Geschichten, die man sich hier erzählt. Vier-Türme-Verlag, Münsterschwarzach 1970.
- Die ålta Dorfbrunna. Zäh Gedichtli, aa Gschichtla und zwaa Liedli in Steigerwälder Mundart. Goldammer-Verlag, Scheinfeld 1971.
- Bei uns im Steigerwald. 23 Gedichtli, aa Gschichtla, a weng Bildli und drei Liedli in Steigerwälder Mundart. Goldammer-Verlag, Scheinfeld 1972.
- mit Heinrich Gratz: Deutsche Brautmesse. Zwei deutsche Messen mit gleicher Melodie im vierstimmigen Volksliedsatz. Rottal 1974.
- Im kalten Stall zu Bethlehem. Scheinfeld 1977.
- mit Josef Leopold Jirouch, Hans Jirouch: Das Schloß Obersteinbach im südlichen Steigerwald. Schmitt-Verlag, Neustadt an der Aisch 1979, ISBN 3-87707-019-1.
- Die Kartäuser und ihr Kloster Ilmbach im Steigerwald. Goldammer-Verlag, Scheinfeld 1980.
- mit Harald Wirth: Bunt gemischtes Allerlei aus dem Steigerwald. Scheinfeld 1985, ISBN 3-89014-015-7.

Stücke
- mit Wendelin Keck: Die Steigerwald-Messe. Singstimmen der dreistimmigen Mundartmesse mit zwei Liedern für die Brautmesse, dem Laurentius-Lied und dem Lied: „Der lieben Frau in Schwarzenberg“. Wie die Steigerwälder mit ihrn Härrgodd blaudern. Scheinfeld 1974.
- mit Albert Maier: Oberpfälzer Brautmesse Sonntagsmesse. Für Dreigesang und Stubenmusik. Postbauer-Heng 1982.